# Казе Стангалето (Анкона)
Казе Стангалето је насеље у Италији у округу Анкона, региону Марке.
Према процени из 2011. у насељу је живело 16 становника. Насеље се налази на надморској висини од 441 м.